# NGC 293
NGC 293 је спирална галаксија у сазвежђу Кит која се налази на NGC листи објеката дубоког неба.
Деклинација објекта је - 7° 14' 8" а ректасцензија 0h 54m 16,0s. Привидна величина (магнитуда) објекта NGC 293 износи 14,2 а фотографска магнитуда 15,0. NGC 293 је још познат и под ознакама MCG -1-3-30, IRAS 00517-0730, PGC 3195.